# Contea umida

Mappa che mostra le contee secche (rosse), bagnate (blu) e umide (gialle) negli Stati Uniti

Negli Stati Uniti, una contea umida è una contea tra una "contea secca" (in cui è vietata la vendita di bevande alcoliche) e una "contea bagnata" (in cui si vendono alcolici). Il termine è tipicamente usato per qualsiasi contea che consente la vendita di alcolici in determinate situazioni ma ha limitazioni sulle vendite che una normale contea "bagnata" non avrebbe. Alcune contee storicamente "asciutte" stanno passando a questo sistema per evitare di perdere denaro a favore di imprese di altre contee, ma non desiderano diventare completamente "bagnate". I termini sono applicabili negli stati in cui il legislatore statale ha consentito ad alcune o tutte le contee di stabilire le proprie regole sulla vendita di alcolici. Una contea "secca" che contiene una o più città "bagnate" è tipicamente chiamata "umida".

## In Kentucky
In Kentucky, il termine può essere usato in due diversi sensi:
- Due diversi statuti consentono a qualsiasi territorio "secco", che può essere una contea secca o una città situata in una contea secca, di votare per autorizzare vendite limitate di bevande alcoliche nei ristoranti. Entrambi gli statuti richiedono che i ristoranti guadagnino almeno il 70% dei loro soldi dalle vendite di cibo, piuttosto che di alcol. Uno statuto richiede che il ristorante accolga almeno 100 clienti. L'altro, firmato nel giugno 2007, richiede solo 50 posti a sedere ma vieta agli stabilimenti autorizzati di avere un bar dedicato e richiede che le bevande siano vendute in associazione a un pasto. Una volta che una giurisdizione vota per tali vendite, i ristoranti qualificati possono richiedere un permesso, che viene distribuito su base piuttosto limitata. Ad esempio, la giurisdizione suburbana di Louisville della contea di Oldham ha votato per consentire tali vendite all'inizio degli anni 2000 (la sede di questa contea, La Grange ha successivamente approvato la vendita di pacchetti completi nel 2012).[1] Tuttavia, l'Ufficio del Controllo delle bevande alcoliche del Kentucky (Kentucky's Office of Alcoholic Beverage Control) non utilizza il termine "contea umida" per descrivere una contea in cui tali vendite sono consentite, ma la chiama invece una contea "limitata".[2]
- Ufficialmente, la definizione di "contea umida" si applica anche ad una contea altrimenti secca in cui una città nella giurisdizione della contea ha votato per consentire la piena vendita al dettaglio di bevande alcoliche. Le seguenti contee del Kentucky [1][2] rientrano in questa categoria:

| Dry county | Wet city or cities |
| ---------- | ------------------ |
| Boyle      | Danville           |
| Boyle      | Junction City      |
| Caldwell   | Princeton          |
| Calloway   | Murray             |
| Carter     | Grayson            |
| Carter     | Olive Hill         |
| Clay       | Manchester         |
| Estill     | Irvine             |
| Fleming    | Flemingsburg       |
| Garrard    | Lancaster          |
| Greenup    | Bellefonte         |
| Greenup    | Greenup            |
| Greenup    | Raceland           |
| Greenup    | Russell            |
| Greenup    | South Shore        |
| Hardin     | Elizabethtown      |
| Hardin     | Radcliff           |
| Hardin     | Vine Grove         |
| Henry      | Eminence           |
| Hopkins    | Dawson Springs     |
| Hopkins    | Earlington         |
| Hopkins    | Hanson             |
| Hopkins    | Madisonville       |
| Jessamine  | Nicholasville      |
| Johnson    | Paintsville        |
| Knox       | Corbin             |
| Laurel     | London             |
| Lewis      | Vanceburg          |
| Logan      | Russellville       |
| Madison    | Richmond           |
| Martin     | Warfield           |
| Montgomery | Mount Sterling     |
| Muhlenberg | Central City       |
| Oldham     | La Grange          |
| Pendleton  | Falmouth           |
| Pike       | Pikeville          |
| Pulaski    | Burnside           |
| Pulaski    | Somerset           |
| Rowan      | Morehead           |
| Scott      | Georgetown         |
| Shelby     | Shelbyville        |
| Simpson    | Franklin           |
| Todd       | Guthrie            |
| Warren     | Bowling Green      |
| Washington | Springfield        |
| Webster    | Providence Sebree  |
| Whitley    | Corbin             |
| Whitley    | Williamsburg       |

Si noti che una volta che una città si vota completamente bagnata, la legge statale impone un periodo di 60 giorni, a partire dalla data in cui i risultati delle elezioni sono certificati, prima che i venditori possano richiedere licenze per vendere distillati e vino. Alla fine di tale periodo, lo stato pubblicherà quindi un annuncio sul giornale di registrazione di quella città per annunciare il numero di licenze che verranno concesse. Tuttavia, le licenze per la birra non sono soggette a quote e possono essere richieste una volta che la città emana un'ordinanza governativa.